# Mézières (Vaud)
Mézières is een voormalige gemeente en plaats in het Zwitserse kanton Vaud en maakt sinds 1 januari 2008 deel uit van het district Lavaux-Oron. Voor 2008 maakte de gemeente deel uit van het toenmalige district Oron.
Op 1 juli 2016 ging de gemeente Mézières samen met Carrouge en Ferlens op in de nieuwgevormde gemeente Jorat-Mézières.